# Vistaprint

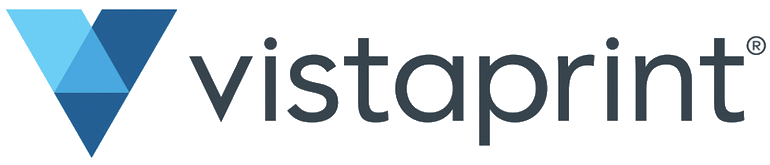
Logo.

Vistaprint är ett internationellt tryckeriföretag som med hjälp av internet tar emot beställningar på reklamprodukter och andra marknadsföringstjänster till småföretag och konsumenter. Företaget har tryckerier i Kanada, Australien och Nederländerna, har över 3700 anställda och omsätter 1020 miljoner dollar (2012).

## Verksamhet
Vistaprint är baserat i Venlo, Nederländerna. Det har över 4 100 anställda globalt. Företagets amerikanska kontor finns i Lexington i Massachusetts och dess europeiska kontor i Barcelona. De tre tryckerierna, som har en total produktionsyta på över 74 000 m², ligger i Deer Park, Victoria, Australien, Windsor, Kanada och i Venlo i Nederländerna. 
Företaget har kritiserats och även dömts för sina marknadsföringsmetoder.

## Historia
Den nuvarande verkställande direktören Robert Keane grundade Vistaprint i Paris 1995, direkt efter sin examen på INSEAD Business School. Eftersom vanliga tryckerier normalt bara tryckte i tusental, något som många småföretag inte hade råd med, tyckte sig Keane här se en nisch inom tryckindustrin och utvecklade en plan under studietiden. Vistaprint samlar många liknande små beställningar i större grupper, varför kunderna kan beställa i små volymer. Internet används som medium och grafisk design erbjuds via en "designstudio" där kunderna själva designar produkterna inom de ramar som ges av standardvalen.